# Nederlandse Rode Lijst (platwormen)
De Nederlandse Rode Lijst voor platwormen (Platyhelminthes) bevat van de in Nederland voorkomende, maar in het voorkomen in mindere of meerdere mate bedreigde soorten.
De rode lijsten worden regelmatig, bijvoorbeeld eens in de tien jaar, bijgewerkt. De toenmalige minister Cees Veerman van Landbouw, Natuur en Voedselkwaliteit stelde op 5 november 2004 de nieuwe rode lijsten voor bedreigde dier- en plantensoorten vast. Van de 20.000 soorten platwormen leefden er toen ongeveer 70 soorten in Nederland. Daarvan staan er vier op deze rode lijst.

## Rode Lijst platwormen 2004
| Nederlandse naam | Wetenschappelijke naam | Status    |
| ---------------- | ---------------------- | --------- |
| Geen             | Polycelis felina       | kwetsbaar |
| Geen             | Planaria torva         | kwetsbaar |
| Geen             | Crenobia alpina        | bedreigd  |
| Geen             | Bdellocephala punctata | bedreigd  |